# Кофейный автомат

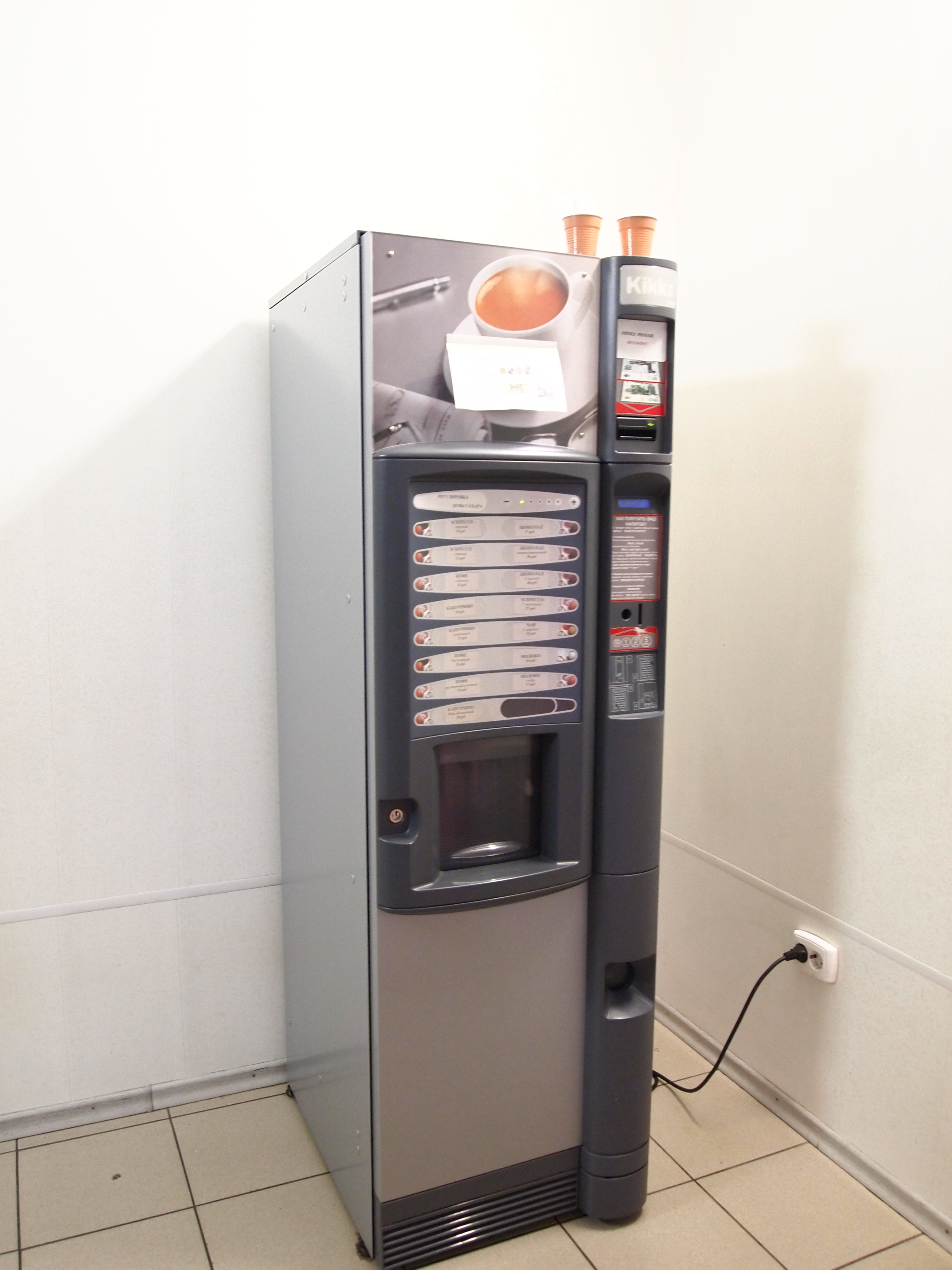
Автомат по продаже кофе — Necta Kikko ES6, расположенный в торговом центре.

Кофейный автомат или кофемат — автомат по продаже кофе и других горячих напитков. Часто устанавливаются в офисных центрах, транспортных узлах, различных учреждениях, магазинах и поликлиниках. Такой автомат обычно может готовить кофе нескольких сортов, чай (как из растворимых концентратов, так и натуральный листовой), молоко, какао и бульон, из растворимых концентратов. Продукт выдаётся в одноразовые пластиковые или бумажные стаканы. Ранние кофейные автоматы не имели возможности автоматически выдавать стаканы. Тубы со стаканами крепились к аппаратам. По типам приготовленного кофе автоматы делятся на два типа: автомат с растворимым кофе и автомат с зерновым кофе.

## История
Первые кофейные автоматы появились в 1946 году. Такие автоматы стали настоящим прорывом в вендинговой индустрии и способствовали развитию вендинга во всем мире.

## Характеристики
Средние размеры кофейного автомата:
ширина — около 50—70 сантиметров;
глубина — около 50—70 сантиметров;
высота — около 170—190 сантиметров.

## Виды кофейных автоматов
По виду кофейного напитка:
— автоматы растворимого кофе

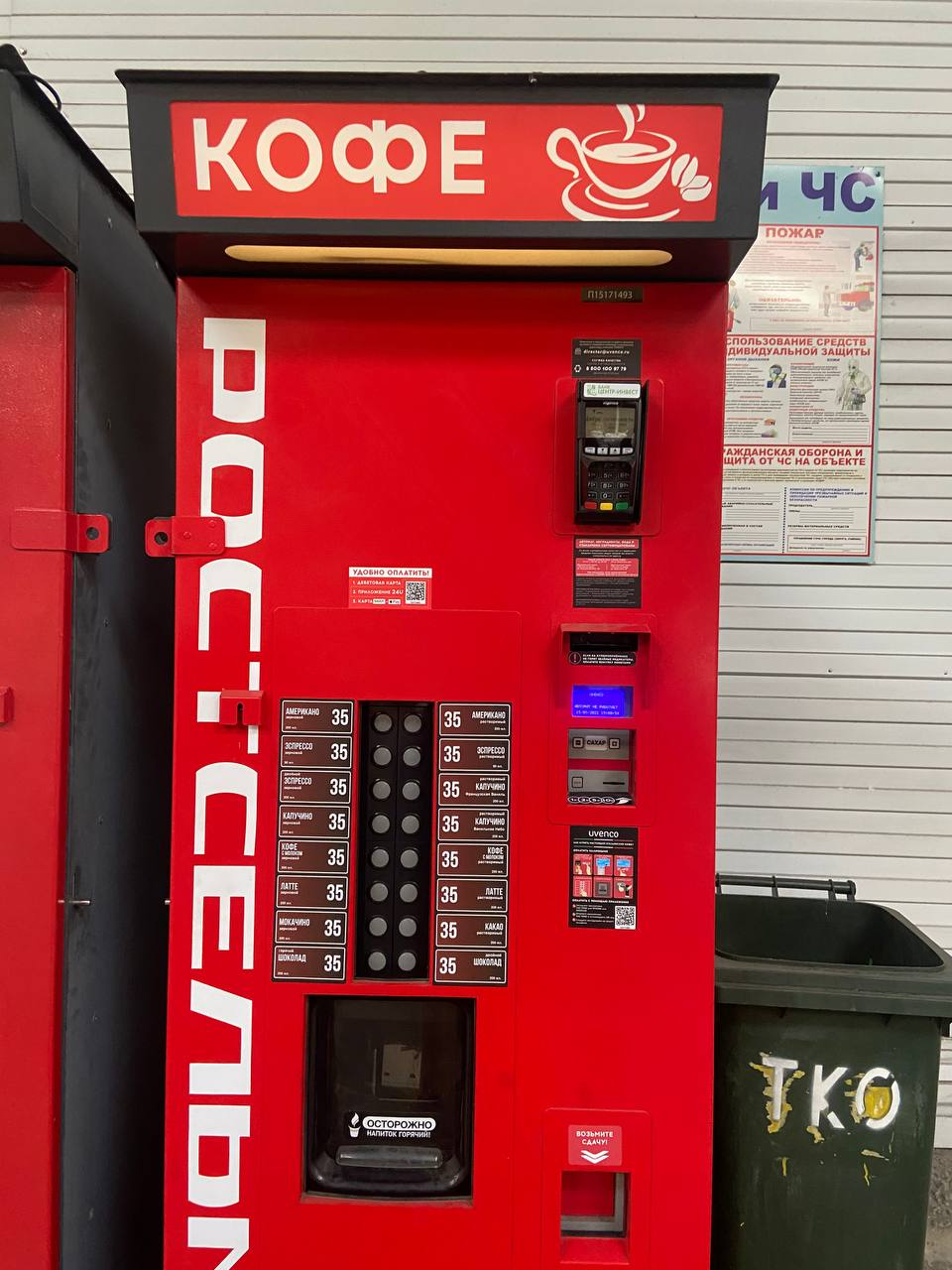
Кофейный автомат на территории склада Ростсельмаша

— автоматы зернового кофе (часто с дополнительной функцией растворимого или молотого кофе)
— капсульные автоматы (работают на кофейных капсулах).
По особенностям конструкции и месту расположения:
— малые кофейных автоматы (к примеру, Colibri Necta)
— комбинированные, совмещающие в себе, чаще всего, кофейный и снековый торговый автомат (пример: Saeco Diamante)
— автоматы с использованием технологии TouchScreen (к примеру, Necta Canto Touch)
— автоматы для уличной установки (например, Rosso Street Unicum).

## Принцип работы
В начале покупатель вносит деньги, затем выбирает напиток и количество сахара. Напиток обычно выбирается посредством нажатия кнопки на корпусе автомата, рядом с описанием и ценой напитка. Для выбора каждого напитка существует отдельная кнопка. После этого автомат готовит напиток. Если это кофейный автомат на растворимом кофе, то приготовление представляет собой растворение всех ингредиентов в горячей воде. Если в автомате готовится зерновой кофе, то приготовление можно поделить на пять фаз:
1. Добавление сыпучих ингредиентов в стакан;
2. Помол зерен и дозирование молотой кофейной массы;
3. Спрессовывание кофейной массы между двумя сетками в брикет;
4. Пропускание через брикет кипящей воды под давлением 15 бар. Полученный кофе сразу попадает в стакан;
5. Отжим и удаление отработанной кофейной массы. Выдача палочки для размешивания (в некоторых автоматах полочки не предусмотрены, тогда их крепят просто на корпусе машины в свободном доступе).

## Расположение
Около 60 процентов кофейных автоматов расположены в офисных помещениях.